# Проголошення Бразильської республіки

Проголошення Бразильської республіки являло собою державний військово-політичний переворот, що стався 15 листопада 1889, в результаті якого в  Бразилії була скасована  монархія і встановлена президентська республіка на чолі з маршалом Деодору да Фонсека.
Республіка проголошена в місті Ріо-де-Жанейро. Приводом стала відсутність у імператора синів і наявність непопулярного зятя-француза, яким був Гастон Орлеанський (1842-1922). Військового перевороту передував досить тривалий період  занепаду монархії. У підсумку, діяльність парламентської конституційної монархії була офіційно припинена. Зміщений з посади монарх  Педру II відбув до Європи.

## Брали участь
Руй Барбоза ді Олівейра, Кампус Салес, Флоріану Пейшоту, Квінтіно Бокаюва.

## Події до проголошення
Рух 15 листопада 1889 не був першою спробою встановлення республіки в Бразилії:
- У 1789 Інконфіденти на чолі з Тирадентісом домагалися незалежності та провоглашенія республіки в капітанстві Мінас-Жерайс;
- У 1817 в капітанстві Пернамбуку  визвольний рух перевершило фазу змови і встановило владу на 75 днів;
- У 1835-1845 йшла Війна Фаррапус.